# Acacia buxifolia
Espèce
Acacia buxifolia est une espèce de plantes à fleurs de la famille des Fabacées. C'est un arbuste endémique en Australie.

## Description
L'arbuste atteint entre 1 et 4 mètres de haut et a des phyllodes qui font 10 à 45 mm de long et 2 à 11 mm de large. Les capitules, jaune vif, sphériques apparaissent en groupes de 2 à 14 à l'aisselle des phyllodes de juillet à novembre sont suivis par gousses droites ou courbes, qui font de 30 à 70 mm de long et de 5 à 8 mm de large.

## Répartition et habitat
L'espèce se trouve en forêt sclérophylle sèche ou dans les zones arbustives au Victoria, Nouvelle-Galles du Sud et Queensland.

## Liste des sous-espèces
Selon Catalogue of Life (17 octobre 2019) :
- Acacia buxifolia subsp. buxifolia
- Acacia buxifolia subsp. pubiflora